# Centemopsis graminea
Centemopsis graminea là loài thực vật có hoa thuộc họ Dền. Loài này được (Suess. & Overk.) C.C.Towns. mô tả khoa học đầu tiên năm 1977.